# Neichen (Overath)
Neichen ist ein Ortsteil von Steinenbrück in der Stadt Overath im Rheinisch-Bergischen Kreis in Nordrhein-Westfalen.

## Lage und Beschreibung
Der Ortsteil Neichen liegt oberhalb der Bundesautobahn 4 und wächst mit Nallingen zu einem gemeinsamen Siedlungsgebiet zusammen. Orte in der Nähe sind Stichermühle am Holzbach, Müllenholz, Unterbech, Kleinhurden und Steeg. Naturräumlich betrachtet gehört die Gegend zur Sülzhochfläche.

## Geschichte
Die Topographia Ducatus Montani des Erich Philipp Ploennies, Blatt Amt Steinbach, belegt, dass der Wohnplatz bereits 1715 eine Hofstelle besaß, die als Nigen beschriftet ist. Aus der Charte des Herzogthums Berg des Carl Friedrich von Wiebeking aus dem Jahr 1789 geht hervor, dass der Ort zu dieser Zeit Teil der Honschaft Löderich im Kirchspiel Overath war.
Der Ort ist auf der Topographischen Aufnahme der Rheinlande von 1817 als Eichen verzeichnet. Die Preußische Uraufnahme von 1845 zeigt den Wohnplatz unter dem Namen Neichen. Ab der Preußischen Neuaufnahme von 1892 ist der Ort auf Messtischblättern regelmäßig als Neichen verzeichnet.
1822 lebten elf Menschen im als Pachtgut kategorisierten und Neichen bezeichneten Ort, der nach dem Zusammenbruch der napoleonischen Administration und deren Ablösung zur Bürgermeisterei Overath im Kreis Mülheim am Rhein gehörte. Für das Jahr 1830 werden für den als Neichen bezeichneten Ort ebenfalls elf Einwohner angegeben. Der 1845 laut der Uebersicht des Regierungs-Bezirks Cöln als Hof kategorisierte Ort besaß zu dieser Zeit drei Wohngebäude mit 22 Einwohnern, alle katholischen Bekenntnisses.
Die Liste Einwohner und Viehstand von 1848 zählt in Neichen 26 Einwohner und nennt Namen und Berufe von Haushaltsvorständen. Drei von ihnen sind demnach Ackerer. Der sechsköpfigen Familie eines Gerhard Schleifer (vier Kinder) werden 1 Ochse, 2 Kühe, 2 Schweine zugerechnet und  einem Wilhelm Schmitt (drei Kinder) 2 Kühe, 1 Rind. Die sechsköpfige Familie des Wittib Heinrich Schwamborn besitzt ebenso wenig Vieh wie die Bergleute Heinrich Böhm und Adam Rockemann und die Tagelöhner Peter Meyer und Frank Schleifer. An Gesinde werden namenlos insgesamt fünf Personen gezählt.
Die Gemeinde- und Gutbezirksstatistik der Rheinprovinz führt Neichen 1871 mit sechs Wohnhäusern und 62 Einwohnern auf. Im Gemeindelexikon für die Provinz Rheinland von 1888 werden für Neichen sieben Wohnhäuser mit 41 Einwohnern angegeben. 1895 besitzt der Ort sieben Wohnhäuser mit 55 Einwohnern. 1905 werden acht Wohnhäuser und 53 Einwohner angegeben.
Bekanntestes Bauwerk in Neichen ist die 1965 von Architekt Paul Smrha erbaute ehemalige evangelische Friedenskirche Neichen. Wegen schwindender Besucherzahl und finanzieller Schwierigkeiten wurde sie im April 2017 entwidmet und das Gebäude an die Freikirche Overath verkauft.